# Archipiélago del sur de Fionia
El archipiélago Meridional de Fionia (en danés: Det Sydfynske Øhav) es el nombre popular para la parte del Mar Báltico al sur de Faaborg y Svendborg (ciudades que están situadas en Fionia). La profundidad del mar está normalmente entre los 20 y los 30 metros. El archipiélago incluye 55 islas de poca altura sobre el nivel del mar, entre las que se encuentran Ærø, Tåsinge, Thurø, Lyø, Strynø and Avernakø.
El 2 de septiembre de 1977 el archipiélago fue declarado Sitio Ramsar (n.º. 156).